# Richard S. Castellano
Richard S. Castellano, född 4 september 1933 i Bronx i New York i USA, död 10 december 1988 i North Bergen i New Jersey i USA, var en italiensk-amerikansk skådespelare.
Castellano vann ett Tony Award för sitt framträdande i pjäsen Lovers and Other Strangers (1968). Han spelade även rollen som Peter Clemenza i filmen Gudfadern (1972).